# 陳瓘
陳 瓘（ちん かん、嘉祐5年（1060年）- 宣和6年（1124年））は、中国・北宋後期の政治家。字は瑩中（えいちゅう）、諡は忠粛。南剣州沙県（現在の福建省三明市沙県）の人。

## 経歴
元豊2年（1079年）の進士。明州通判などの地方官を歴任する。紹聖年間に章惇が新法復活のために陳瓘を召し出すが、旧法党であった陳瓘は司馬光を擁護したため、滄州通判に左遷され、後に知衛州となる。徽宗の即位後に右司諫に任ぜられ、章惇や蔡京・蔡卞兄弟を弾劾し、続いて宰相になった新法党の宰相・曾布も弾劾して再び知秦州に左遷される。特に蔡京に対する批判の上奏を行うことはたびたびで、息子の陳正彙も同様の上奏をしたために、曾布を追って宰相になった蔡京に恨まれ、除名されて配流され、各地を転々とさせられた。蔡京が一時失脚すると、再び上奏を行うが、復帰が認められる前に蔡京が復権し、さらに台州へと移された。蔡京の悪事を糾弾することが多く、その恨みを買ったために特に厳しく扱われたという。楚州にて61歳で没した。息子の陳正彙も蔡京によって配流させられたが、靖康年間に父子ともに許され、正彙は官に復帰、南宋になってから陳瓘に諡が与えられた。『宋史』巻345に伝がある。